# Галицько-буковинська група говорів

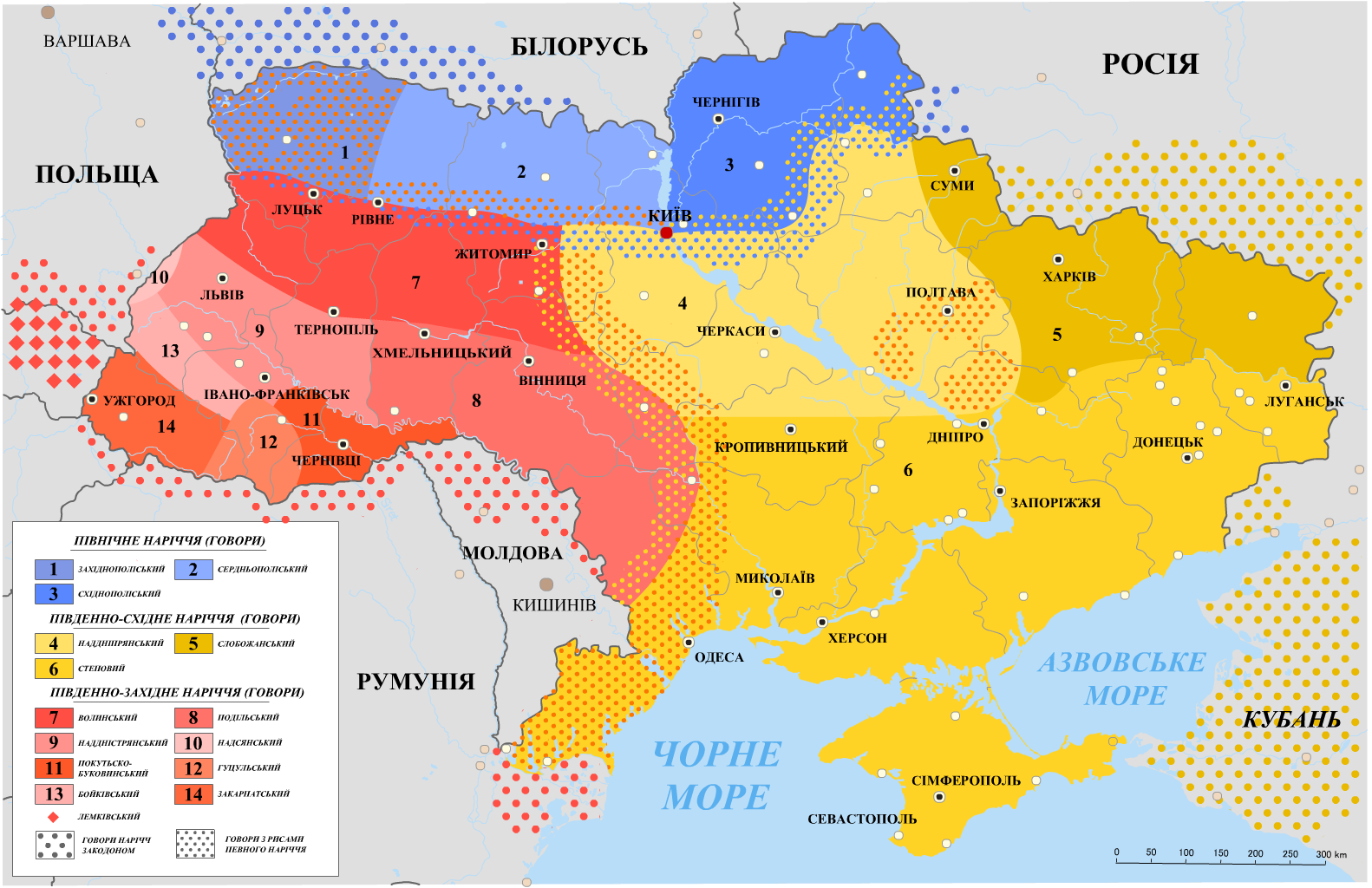
Поширення галицько-буковинської групи говорів на мапі говорів і наріч української мови позначено цифрами 9, 10, 11, 12

Галицько-буковинська група говорів південно-західного наріччя української мови.
У цій групі виділяються:
1. наддністрянські говірки,
2. покутсько-буковинські говірки,
3. східнокарпатські, чи гуцульські, говірки.

Крім того, до цієї групи відносять і надсянські говірки, які, проте, рядом ознак прилягають до карпатської групи говорів.
Поширені згадані говори на території історичної Галичини та північної Буковини. Об'єднуються вони в одну групу рядом ознак, якими протиставляються, з одного боку, волинсько-подільським, а з другого Ї карпатським говором.

## Область поширення

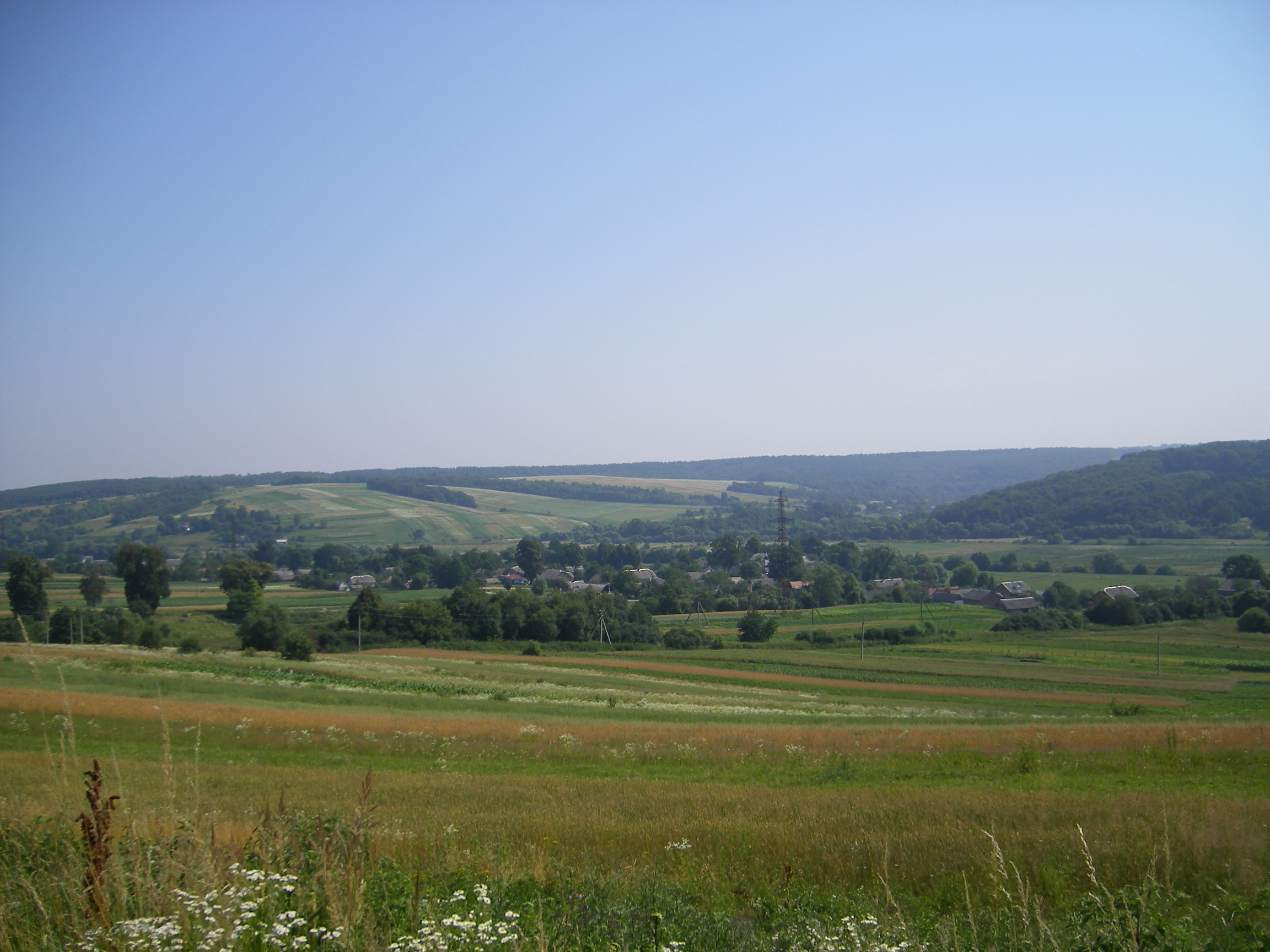
Опілля — частина ареалу наддністрянських говорів

Ареал галицько-буковинських говорів охоплює регіони західної України, розміщені в нижній і середній течії річки Дністер.
Ареал наддністрянських говорів в цілому збігається з межами історичної області Східна Галичина, в нього входять географічні регіони Передкарпаття і Опілля — з сучасного адміністративно-територіального поділу України даний ареал включає центральні райони Львівської області, центральні і південні райони Тернопільської області, а також північні і центральні райони Івано-Франківській області.
Із заходу до наддністрянського ареалу примикає ареал надсянських говорів, розміщений в верхів'ях річки Сян в прикордонних з Польщею районах Львівської області (від річки Стривігор на півдні до річки Танви на півночі). Невеликі острівні наддністрянські і надсянські ареали поширені також в Підкарпатському воєводстві Польщі на суміжних з Україною територіях. Після Другої світової війни носії надсянських говорів були депортовані зі своєї основної області розселення, яка перебувала на нинішній польській території, в різні регіони Польщі та України.
На південь від наддністрянського ареалу розміщений ареал Покутсько-Буковинських говорів (по правому берегу Дністра на схід від Карпатських гір) — цей ареал охоплює східні райони Івано-Франківської області і майже повністю територію Чернівецької області, виключаючи її вкрай західні райони, в цілому співпадаючи з межами історико-етнографічних областей — Покуття і Північною Буковиною.

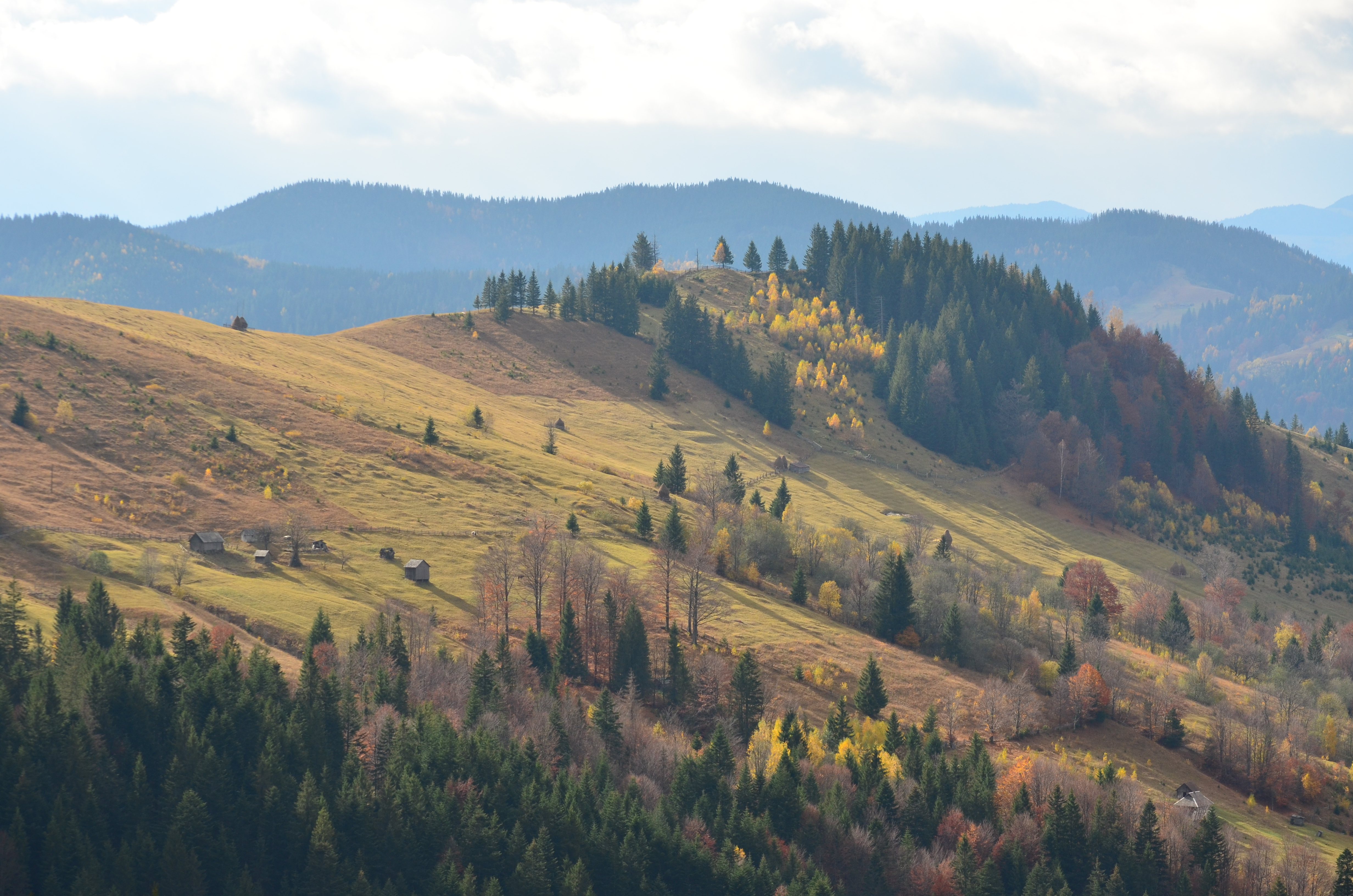
Гуцульщина — ареал гуцульського говору

Область поширення гуцульського говору розташована в Карпатах на південь від ареалу наддністрянських говорів і на захід від ареалу Покутсько-Буковинських говорив. Дана область відома під назвою Гуцульщина (населена представниками етнографічної групи гуцулів), вона охоплює східну частину Закарпатської області, західну частину Чернівецької області і південну частину Івано-Франківської області. Частково гуцульський ареал займає невелику територію Румунії в прикордонних районах з Україною (північна частина жудеца Сучава).
Ареал галицько-буковинських говорів з півночі, сходу і заходу оточують ареали інших говорів південно-західного українського наріччя, тільки лише на півдні та на північному заході з галицько-буковинськими говорами є сусідами іншомовні території. На півночі галицько-буковинський ареал межує з ареалом волинського говору, на сході — з ареалом подільського говору, на півдні — з ареалами діалектів румунської мови. З південного заходу до області поширення галицько-буковинських говірок примикає ареал закарпатського говору, із заходу — ареал бойківського говору, з північного заходу — область поширення говірок малопольського діалекту польської мови, в якій зазначаються невеликі острівні ареали надсянських і наддніпрянських говірок.